# Țîkova, Cemerivți
Țîkova (în ucraineană Цикова) este localitatea de reședință a comunei Țîkova din raionul Cemerivți, regiunea Hmelnîțkîi, Ucraina.

## Demografie
Componența lingvistică a localității Țîkova
     Ucraineană (99,48%)
     Alte limbi (0,51%)
Conform recensământului din 2001, majoritatea populației localității Țîkova era vorbitoare de ucraineană (99,48%), existând în minoritate și vorbitori de alte limbi.